# Borgloon
Borgloon (franska: Looz) är en kommun i Belgien.   Den ligger i provinsen Limburg och regionen Flandern, i den östra delen av landet, 70 km öster om huvudstaden Bryssel. Antalet invånare är 10 426. Borgloon gränsar till Wellen.
Trakten runt Borgloon består till största delen av jordbruksmark. Runt Borgloon är det ganska tätbefolkat, med 166 invånare per kvadratkilometer.